# Tweede Kamerverkiezingen 1981/Kandidatenlijst/Partij van Rijksgenoten
Dit is de kandidatenlijst voor de Tweede Kamerverkiezingen 1981 van de Partij van Rijksgenoten. De partij deed alleen mee in de kieskringen V (Rotterdam), VI ('s-Gravenhage) en IX (Amsterdam).

## De lijst
1. Jaipaul Singh - 167 stemmen
2. Marjon Harberts - 40

PvdA · CDA · VVD · D'66 · SGP · PPR · CPN · GPV · PSP · Rechtse Volkspartij · DS'70 · RKPN · Partij van Rijksgenoten · Kleine Partij · God Met Ons · Nederlandse Evolutie Partij · Leefbaar Nederland · SP · De Vrede Partij · RPF · Realisten '81 · IKB · NVU · Centrumpartij · Partij tot Likwidatie van Nederland · Wereld Welzijns Bewustwording · EVP · SOS